# Галина Воля
Гали́на Во́ля — село в Україні, у Старовижівській селищній громаді Ковельського району Волинської області.
Село займає територію близько 3 км². Відстань до центру громади — 9 кілометрів, до обласного центру — 123 кілометри автомобільними шляхами.
Кількість населення станом на 1 січня 2009 року становила 687 осіб (353 чоловіки, 334 жінки), молодь до 28 років — 131 особа, діти віком до 6 років — 61 особа, віком від 6 до 16 років — 117 осіб.
Станом на 1 січня 2013 року кількість населення становила 707 осіб, кількість дворів — 207.
У селі є церква Іоанна Богослова, збудована в 1992 році, дитячий садочок, споруджений у 1979 році, відділення зв'язку, приміщення сільради. 9 жовтня 2007 року в селі освячено капличку Іоанна Богослова, збудовану на місці, де знаходився вівтар старої церкви.
В селі є школа І-ІІ ступенів навчання, збудована протягом 1969—1974 років на тому місці, де колись знаходилась трьохсотлітня церква, знищена пожежею 1961 року. В школі навчається 121 учень.

## Походження назви
Існує кілька легенд про походження назви села.
Перша з них виводить назву «Галина Воля» від імені дочки одного з панів, якому в свій час належало село. Дівчина умовила батька, щоб він подарував селянам волю. Пан виконав прохання дочки, і з того часу село стали називати Галина Воля, оскільки дочку пана звали Галею.
Інша легенда розповідає про те, що назву селу дали перші поселенці, які втекли від жорстокого пана і оселились на галявині серед лісу біля невеликої річки. Тут вони стали жити вільно, і невдовзі це поселення стало називатись «Галина Воля», тобто «воля на галявині».
Ще одна легенда розповідає про трагічну долю двох сестер-Галі і Олі, які через нещасливе кохання закінчили життя самогубством, кинувшись в річку. І в пам'ять про їх село стали називати «Галя-й-Оля», що пізніше трансформувалось у сучасну назву.
Яка з цих легенд відповідає дійсності, звичайно, невідомо, але кожна з них має право на існування.[джерело?]

## Історія
Перша писемна згадка відноситься до 1797 року. XVIII—XIX ст.ст. село Галина Воля було типовим населеним пунктом Волинського Полісся зі старою дерев'яною церквою, посвяченою святому апостолу і євангелісту Іоаннові Богослову. У 1797 році в селі нараховувався 71 двір, проживало майже 400 селян. На 1854 рік, хоча кількість селянських дворів у селі зменшилася до 53-х, проте чисельність їх мешканців зросла до 481 особи, що свідчить про те, що всі сім'ї були багатодітними. Цікаво, що більша частина села — 33 двори були державними, тобто вільними, а менша — 20 селянських дворів належали до володінь графа Костянтина Міочинського, предки якого ще у XVII ст. посідали уряд луцького старости*. За даними, які наводить відомий дослідник історії Волині О.Цинкаловський, станом на 1887 рік в селі нараховувалось 120 дворів і в них проживало 631 чоловік. До речі, у документах до XIX ст. назва села вказана як Галиноволя, рідше — Галноволя.
До початку XIX століття практично всі хати в селі були «курними», тобто опалювались без димаря, а дим з хати виходив через отвір у стелі. Вікон у хатах теж не було, лише проріз у стіні, який на зиму закривали. Тільки з початку 19 століття в селі почали з'являтись перші «світлиці» — тобто хати з вікнами і димарями.
Село будувалось вздовж дороги, яка вела зі Старої Вижви до Старої Гути. Люди займались різними ремеслами, популярним було плетіння виробів з липового та дубового лика. Ці вироби охоче купували жителі сусідніх сіл, або пропонували взамін свої ремісничі вироби.
Участь у Першій світовій війні брали Чабан Василь Петрович і Гапонюк Яким Омелянович.
Село увійшло до складу Польщі у 1921 внаслідок підписання Ризького мирного договору. В 30-х роках минулого століття членами нелегальної КПЗУ були Юхимук Михайло, Садошук Яків, Філонюк Іван. Вони агітували односельців за підтримку Радянської влади, організовували мітинги, вивішували червоні прапори на 1 травня. За таку діяльність одну з активних учасниць тих подій Менькач Зою Іванівну було ув'язнено польськими властями.
В 1939 році відбувся прихід Червоної армії і встановлення Радянської влади, було створено сільську раду, головою сільради було обрано Климука Андрія. В 1940 році була зроблена перша спроба організувати в селі колгосп.
22 червня 1941 року розпочалась Німецько-радянська війна. В 1942-44 роках в селі знаходився командний пункт німецького фронту в оселі. Як розповідають старожили, нацисти розстріляли кілька єврейських сімей, які тут проживали. Часто бувало так, що війна поставила людей по різні боки барикад — одні воювали в лавах Червоної Армії інші — в радянських партизанських загонах, інші — в лавах ОУН-УПА.
19 липня 1944 року село було визволене з-під влади нацистів силами 1-ї Брестської дивізії. Під час боїв за село було вбито близько десятка нацистів, яких тут же, у Галиній Волі німці і поховали (в 2005 році їхні рештки ідентифікувала і забрала для перепоховання в Німеччині одна з німецьких неурядових організацій, яка займається пошуком місць поховань своїх вояків). Відразу після визволення стали мобілізовувати на фронт тих чоловіків, яким вже виповнилось 18 років. Ненавчених військовій справі селян-поліщуків гнали на німецькі доти й висоти. Багатьом з них не судилось повернутись до рідних домівок. На фронтах Німецько-радянської війни загинули 17 односельців:
1. Бойко Федір Омелянович, 1916 р.н. Помер від ран 26 березня 1945 р. Похований в с. Тарян, Угорщина.
2. Гапонюк Олександр Степанович, 1921 р.н. Помер від ран 21 березня 1945 р. Похований в Угорщині.
3. Гапонюк Іван Степанович, 1920 р.н. Помер від ран 25 липня 1942 р. Похований в с. Захарово Кіровського району Тверської області.
4. Карпук Тарас Васильович, 1912 р.н. Загинув 19 квітня 1945 р. Похований в с. Зандов у Німеччині.
5. Климук Іван Васильович, 1903 р.н. Пропав безвісти в лютому 1944 року.
6. Климук Федір Якович, 1926 р.н. Загинув 25 квітня 1945 року. Похований у м. Марієнбург в Німеччині.
7. Менькач Павло Гордійович, 1925 р.н. Загинув 25 квітня 1945 року.
8. Менькач Федір Терентійович, 1921 р.н. Загинув 19 квітня 1945 року. Похований в с. Носендорф у Німеччині.
9. Сарафенюк Сава Іванович, 1911 р.н. Пропав безвісти у вересні 1944 року.
10. Солодуха Василь Семенович, 1911 р.н. Пропав безвісти в липні 1944 року.
11. Філонюк Трохим Ілліч, 1910 р.н. Загинув 21 жовтня 1944 року.
12. Чабан Іван Сидорович, 1919 р.н. Загинув 15 січня 1945 року. Похований в м. Опатові Радомського воєводства в Польщі.
13. Чабан Павло Васильович, 1911 р.н. Загинув у 1944 році. Похований у рідному селі Галина Воля Старовижівського району Волинської області.
14. Чабан Федір Степанович, 1916 р.н. Пропав безвісти в 1944 році.
15. Шевчук Сергій Калістратович, 1910 р.н. Пропав безвісти в 1944 році.

Серед загиблих на фронті галиновільці називають також своїх земляків Івана Коростія і Нестора Максимука.
У вересні 1946 року на 20 років каторжних робіт засудили Тараса Демидовича Філонюка. За службу в УПА у липні 1945 року на 15 років був ув'язнений Федір Георгійович Гапонюк. Десять років (травень 1948 — березень 1958 рр.) відбула на засланні Юхимія Петрівна Семенюк із сином і дочкою, бо глава їхньої сім'ї, Оксентій Трохимович Семенюк, був учасником УПА. П'ять років (березень 1947 — квітень 1952 рр.) перебував на засланні Микита Андрійович Ярмолюк з дружиною, сином і дочкою «за зраду Батьківщині», другого сина — Ярмолюка Андрія Микитовича. Усіх їх було звільнено після смерті Сталіна, а згодом реабілітовано згідно із Законом Української РСР «Про реабілітацію жертв політичних репресій на Україні» від 17 жовтня 1991 року.
Колгосп імені Кірова було створено у 1948 році. Головою колгоспу було обрано Камінського Семена Івановича. Керівники колективного господарства часто змінювалися. В селі згадують, що головували тут Климук Іван Титович, Сулік, Поляк, Гуменко (імена та по батькові цих трьох не пам'ятають), потім — Склянчук Іван Петрович.
В 1962 році відбулося укрупнення господарств, у результаті чого в склад колгоспу імені Леніна ввійшли села Брідки, Мельники і Галина Воля. Це об'єднання дістало назву колгоспу «Батьківщина» з центром у селищі міського типу Стара Вижівка. В 1964—1967 роках його очолював Федір Омелянович Черняк.
22 жовтня 1971 року колгосп імені Щорса (с. Смолярі) об'єднався із господарством «Батьківщина». Новий колгосп назвали іменем Щорса, а його центр залишили в Старій Вижівці. 26 лютого 1973 року більшістю голосів об'єднаний колгосп імені Щорса перейменовано в колгосп «Дружба», центральна садиба залишилася у Старій Вижівці. В березні 1976 року центральну садибу колгоспу «Дружба» перенесено в село Галина Воля.
Галиновільська бригада (№ 3), яку очолював І. П. Склянчук, мала до 700 гектарів орної землі. Тут, як і в інших підрозділах колгоспу, вирощували льон, картоплю, буряки, зернові та зернобобові культури. Була тут тваринницька ферма. Чисельність дійного стада сягала до 200 голів. Відгодовували бичків, телят, свиней. Довгий час праця в колгоспі фактично була неоплачуваною, за вироблений трудодень селянин отримував лише незначну кількість зерна. Крім того, часто доводилось працювати і в вихідні дні. З часом ручної роботи ставало все менше, оскільки в колгосп почала надходити нова техніка. Селянам за роботу почали платити гроші. А вже у 70-ті — 80-ті роки тваринники і механізатори отримували заробітну плату в розмірі 150—250 карбованців у місяць. Механізатори Іван Власович Савчук, Володимир Савич Сарафинюк, Стах Іванович Семенюк, бригадир Іван Петрович Склянчук були нагороджені орденами і медалями.
В листопаді 1978 року в Галиній Волі відбулось відкриття нового магазину.
6 листопада 1991 року, на загальних зборах колгоспників, господарство було поділене на колгосп «Дружба» з центром у Галиній Волі і колгосп «Смолярівський» з центром у селі Смоляри.
26 лютого 1993 року на загальних зборах членів колгоспу «Дружба» вирішено утворити колективне господарське підприємство з цією ж назвою. Статут КСП, прийнятий зборами, затвердив представник Президента України в районі своїм розпорядженням від 10 грудня 1993 року.
18 березня 2000 року КСП «Дружба» припинило свою діяльність. На установчих зборах на його базі утворено сільськогосподарський виробничий кооператив під тією ж назвою з центром у селі Галина Воля. Його головою обрали Василя Дмитровича Туміка.
Ще в 1982 році була створена футбольна команда, яка складається виключно з галиновільців, і яка щороку доводить, що вона входить до числа найсильніших в районі. Починаючи з 1989 року не однократно виборювала кубок району з футболу. Саме завдяки ініціативі і зусиллям членів команди в 1989 році було почато будівництво стадіону в центрі села. В 1990 році відбулось урочисте відкриття стадіону, і влітку майже щонеділі на ньому відбуваються футбольні поєдинки[джерело?].
До 11 липня 2018 року — адміністративний центр Галиновільської сільської ради Старовижівського району Волинської області.

## Заклади освіти
Ще наприкінці 19 століття в селі було відкрито церковно-приходську школу, у якій навчались діти селян. Школа містилась в хаті Філонюка Тараса.
В 1935 році на пропозицію вчителя Вишневського в селі розпочалось будівництво нової школи за рахунок коштів громади. В школі було дві класні кімнати, коридор, учительська, а також квартири для двох вчительських сімей. Навчання в школі велось польською мовою. Кожної середи та п'ятниці сюди приїжджав священик зі Старої Гути навчати учнів Закону Божого. Це приміщення було чинним досить довгий час — аж до 29 жовтня 1968 року, коли воно згоріло внаслідок пожежі. Весною 1969 року розпочалось будівництво нової школи. 2 вересня 1974 року відбулось урочисте відкриття школи — двоповерхового приміщення з великою майстернею, спортзалом, світлими класними кімнатами. Директорами школи в різні періоди часу були Вишневський, Новіцький (за часів Польщі), у післявоєнний час — Яків Григорович Максимук, заслужений вчитель УРСР Василина Григорівна Красногурська, Борис Іванович Братосюк, Іван Микитович Міндер, Ярослав Павлович Косінський, Надія Панасівна Міндер. Зараз школу очолює Василь Федорович Камінський.
У 2008 році в школі завершено капітальний ремонт, у ході якого вікна і двері замінено на сучасні металопластикові.
1 грудня 1979 року в селі відкрито приміщення дитячого садочка який почало відвідувати 25 дітей. За рахунок колгоспу дитсадочок забезпечувався продуктами, іграшками і всім необхідним.[джерело?]

## Церква Іоана Богослова
Ще в давнину в Галиній Волі було збудовано церкву Іоанна Богослова. Дату її побудування можна вважати першою писемною згадкою про село Галина Воля. Свято-Іоанно-Богословська церква вперше згадується в «Клірових відомостях за 1797 рік». Упродовж віків вона була найстарішою будівлею в Галиній Волі. Побудована була невідомо коли і чиїми стараннями. Землі при церкві: сіножаті на 24 косаря, орної в двох місцях на 42 дні, садибної та городньої на 3 дні. На всі ці угіддя дана жалувана грамота князем Іосифом Міочинським, яка була відібрана по резолюції колишнього єпископа Максиміліана Рили в архів Холмський для збереження. Приходським священиком був Михайло Якович Пашковський, рукоположений 24 червня 1796 року єпископом Холмським Порфирієм Волинським і тоді ж направлений в село Галиноволя, на що мав спеціальну грамоту. Його дружина — Марія Михайлівна, у них двоє дітей, Антоній і Степан. Отець Михайло мав власний будинок на церковній землі і проживав у Галиній Волі.
У 1816 році у Галиновільській церкві з'явився дяк і новий священик. Настоятелем став Стефан Якович Ясевич, який пробув тут до 1820 року, а дячком його син — Михайло Стефанович Ясевич. В цей час місцевим благочинним був Максиміліан Іванович Спульський, а з 1821 року він став і приходським священиком. 1819 року на посаду псаломника прийшов син колишнього настоятеля храму Михайла — Антон Пашковський. Будинок для священика все ще був біля церкви, однак житла для дячка не було, і землі для його будівництва церква не виділяла. З 1824 по 1828 рік в Галиновільській церкві був свій паламар — Іван Кирилович Оліфірович. Також тут дякували Стефан Турідич (4 жовтня 1830 р. -1833 р.) і Дмитро Спульський (з 4 грудня 1833 року). Період дякування другого невідомий, адже з 1833 року по 1860 рік до нас дійшло дуже мало документів, тому встановити точну дату закінчення його служби неможливо.
У 1834 році відбулась подія, що змінила подальшу історію храму. Галиновільська церква була приписана до Свято-Успенської церкви в сусідньому селі Гута, яка в свою чергу була підвладна Головенському волосному управлінню. Крім того до церкви в селі Гута, побудованої у 1759 році, були приписані церкви сіл Сукачі і Кукуріки. Відомо, що парафіянами цієї церкви були 1271 чоловіків і 1212 жінок. Свято-Успенська церква мала 76 десятин землі. Очевидно, причиною приписання церкви до гутівської була велика бідність храму та його прихожан. Після цієї події в селі Галина Воля не було окремого священика. Обслуговував Галиновільську церкву старогутівський священик і причт, які приїздили у певні дні для проведення служб і обрядів. Наприкінці 30-х — на початку 40-х років приходським священиком став Платон Спульський. З 1839 по 1854 роки він проходив посаду місцевого депутата. З 1850 по 1857 роки займав посаду співробітника волинського духовного опікування. Його жінкою була Тетяна Павлова, мали чотирьох дочок. Був головним гуто-галиновільського приходу. У 1855 році був удостоєний монаршої подяки. Закінчив службу у галиновільському храмі у 1863 році, коли йому на зміну прийшов новий священик Андрій Григорович Січинський. Відомо, що в цей період при церкві був дячок Антон Іванович Михаловський (1859—1866 рр.) та паламар Іван Іванович Павлович, що пробув тут з 13 березня 1846 року аж до 1891 року. Також у Свято-Іоанно-Богословському храмі 22 червня 1863 року з'явилася своя проскурниця — Анна.
1850 року священиком Севастіаном Косовичем зроблений опис церковного майна, який був скріплений і затверджений печаткою і підписом Володимирського протоієрея. Згідно з новим переліком володінь церкви, вона мала землі: садибної і городньої 1701 квадратний сажень, левадної 191 сажень, орної посередньої 6 десятин 114 сажнів, незручної 12 десятин 2096 сажнів, сінокісної посередньої 3 десятини 464 сажні, поганої 2 десятини 1591 сажень, чагарників 255 сажнів і зовсім непридатної 2259 сажнів. Всі ці землі знаходились на 21 ділянці і були так розкидані, що було дуже незручно для сільського господарства. Хоча за положенням проекту, затвердженого Губернським комітетом 30 січня 1854 року, орні землі потрібно було звести в 3 ділянки, але причт без будь-яких змін і далі користувався цими землями.
На всі ці території зберігався план у самостійній Свято-Успенській церкві села Гута. Межевої книги не було, однак зберігався короткий історичний опис, зроблений 1850 року. Також у гутівській церкві зберігались метричні книги та сповідальні розписи села Галина Воля з 1814 року. Там же велися приходовитратні книги, що були заведені у 1825, 1856 і 1878 роках, про суми церковних і свічних витрат зі шнуром і печаткою. Церква продовжувала бути приписною до Старогутівської церкви аж до середини XX століття.
Недавно стала відома ще одна суттєва деталь. У 1888 році храм перебудували. А старий іконостас передали в село Тур сучасного Ратнівського району (це підтверджено документально) . І кілька років тому виявилось, що на горищі Микитівської церкви с. Тур зберігаються уламки дуже старого іконостасу, на одному з уламків є дата 1683 рік. Це може бути дата виготовлення іконостасу або дата встановлення його в Галиній Волі. Якби існували б достовірні підтвердження саме такого походження цієї дати, то 1683 рік міг би бути роком першої писемної згадки про село Галина Воля.
В 1961 році храм, який простояв понад три століття, був знищений пожежею. Досі невідомо, чи випадковою була ця пожежа, чи в такий спосіб знищили церкву атеїсти. Понад 30 років в селі не було своєї церкви. За Радянської влади не могло бути й мови про будівництво нового храму, це стало можливим лише наприкінці 80-х років. У 1991 році з ініціативи уродженця села Василя Солодухи, на той час преосвященнішого Ніфонта, єпископа Хмельницького і Камянець-Подільського та громади, у Галиній Волі розпочалося будівництво нового храму Місце в центрі села, де колись стояла стара церква, було зайняте будівлею нової школи. Там встановили пам'ятний хрест, а новий храм вирішили будувати на мальовничій околиці. Ліс для будівництва закупили в сусідньому Любомльському районі. Архітектором і головним будівничим став знатний тесля Семен Павлович Мохнюк. Зразком для проекту нової церкви він вибрав один із дерев'яних храмів Камінь-Каширського району. Односельці допомагали у спорудженні храму. Владика Ніфонт забезпечив його необхідним церковним начинням і прекрасним оздобленням.
Таким чином упродовж неповних двох років будівництво храму було завершено, а в жовтні 1992 року, при великому зібранні духовенства й мирян урочисто освячено керуючим Волинською єпархією преосвященнішим єпископом Ніфонтом. Першим настоятелем храму був Прот. Валерій Балюк
Православною громадою не забуто місце, де стояла стара церква. У 2006 році тут розпочато будівництво каплички в знак пам'яті про давній храм. Коли на території школи (а саме тут стояла колись церква) проводилось копання траншеї під фундамент майбутньої каплиці, було знайдено багато людських останків, адже тут в давнину знаходився цвинтар. Останки було перепоховано за православним обрядом місцевим священиком протоієреєм о. Сергієм Никонюком.
У 2007 році будівництво каплиці було завершено і 9 жовтня, на свято Іоанна Богослова її було урочисто відкрито. На відкритті каплички на запрошення Нифонта, митрополита Волинського і Луцького були присутні багато представників єпископату Української православної церкви[джерело?].

## Населення
Згідно з переписом УРСР 1989 року чисельність наявного населення села становила 679 осіб, з яких 337 чоловіків та 342 жінки.
За переписом населення України 2001 року в селі мешкало 710 осіб.

### Мова
Розподіл населення за рідною мовою за даними перепису 2001 року:
| Мова       | Відсоток |
| ---------- | -------- |
| українська | 99,59 %  |
| російська  | 0,41 %   |

## Видатні постаті
- Нифонт (в миру — Василь Андрійович Солодуха) — митрополит Луцький і Волинський.